# Marko Jemec
Marko Jemec, slovenski smučar prostega sloga, * 3. avgust 1963, Ljubljana.
Jemec je za Slovenijo nastopil na Zimskih olimpijskih igrah 1992 v Albertvillu, kjer je v smučanju po grbinah zasedel 35. mesto.